# Amylostereum chailletii
Espèce
Amylostereum chailletii est une espèce de champignons de la famille des Amylostereaceae.